# River Wau
River Wau är ett vattendrag i Sydsudan. Det ligger i den centrala delen av landet, 500 kilometer nordväst om huvudstaden Juba.
Omgivningarna runt River Wau är huvudsakligen savann. Runt River Wau är det mycket glesbefolkat, med 6 invånare per kvadratkilometer.